# 圣科洛马-德塞尔韦略
圣科洛马-德塞尔韦略，是西班牙加泰罗尼亚巴塞罗那省的一个市镇。总面积7.5平方公里，总人口8060人（2013年），人口密度1075人/平方公里。